# Calder (cráter)
Calder es un cráter de impacto de 24 km de diámetro del planeta Mercurio. Debe su nombre al escultor estadounidense Alexander Calder (1898-1976), y su nombre fue aprobado por la  Unión Astronómica Internacional en 2013.